# 戈爾德嶺 (加利福尼亞州)
金嶺（英語：Gold Ridge）是位於美國加利福尼亞州埃爾多拉多縣的一個非建制地區。該地的面積和人口皆未知。

## 地理
金嶺的座標為39°45′12″N 120°34′06″W / 39.75333°N 120.56833°W，而該地的平均海拔高度為1233米（即4045英尺）。